# Beaubourg (Vangelis)
Beaubourg is een studioalbum van Vangelis, zijn vierde 'artiestenalbum' onder die naam. Het werd opgenomen in zijn eigen Nemo Studios te Londen in 1978 en ook in dat jaar uitgebracht. Op het vorige album speelde Vangelis lange melodielijnen tegenover sequencers, hetgeen men later de stijl van Vangelis vond. Beaubourg wijkt echter hemelsbreed van Spiral en ook opvolger China af. Het album beluistert als een experiment met de mogelijkheden van de toenmalige synthesizers, de Yamaha CS-80 voorop. Het is een aaneenschakeling van desoriënterende, aan elkaar gesmede fragmenten, die meer neigen naar de elektronische muziek binnen de klassieke muziek, dan naar bijvoorbeeld muziek van Tangerine Dream of Klaus Schulze. Alhoewel waarschijnlijk niet zo bedoeld door Vangelis, want de muziek werd gebruikt als documentairemuziek, vond men dit toch meer een niemendalletje. Vangelis wilde overstappen naar Polydor, maar moest voor RCA Records nog één album afleveren. Dit heeft tot vandaag ertoe geleid dat RCA Records er geen belang bij heeft de muziek in de juiste context uit te geven. Het album is één lange track, die alleen vanwege de twee kanten van de langspeelplaat onderbroken moest worden. Echter, de cd-uitvoering van RCA hakt het stuk ook nog in tweeën, zodat op de cd nog steeds twee lange nummers staan.
Beaubourg wordt gezien als een terugblik van Vangelis naar de wijk waar Vangelis verbleef gedurende zijn eerste stappen naar een solocarrière. Sommigen zien er een muzikale weergave in van zijn indrukken van het Centre Pompidou uit die jaren. Vangelis laat zich echter nergens over uit.
Binnen het oeuvre neemt Beaubourg door zijn experimenteerdrift met de albums Soil Festivities en Invisible Connections een aparte plaats in. 

## Musici
- Vangelis – toetsinstrumenten e.a.

## Tracklist
| Nr. | Titel            | Duur  |
| --- | ---------------- | ----- |
| 1.  | Beaubourg Part I | 17:56 |

| Nr. | Titel             | Duur  |
| --- | ----------------- | ----- |
| 2.  | Beaubourg Part II | 20:45 |